# 3LW
3LW는 미국의 걸 그룹이다.

## 디스코그래피
스튜디오 음반
- 2000: 3LW
- 2002: A Girl Can Mack
- 2002: Naughty or Nice

미발매 음반
- 2006: Point of No Return

그 외 음반
- 2005: Neva Get Enuf